# Студенок (Ізюмський район)
Студено́к — село в Україні, у Оскільській сільській територіальній громаді Ізюмського району Харківської області. Населення становить 1090 осіб. До 2017 орган місцевого самоврядування — Студенокська сільська рада.

## Географія
Село Студенок розташоване на лівому березі річки Сіверський Донець, нижче за течією на відстані 7 км розташоване місто Святогірськ (Донецька область), на протилежному березі розташовані села Яремівка і Пасіка. На відстані 1 км від села проходить залізниця, найближча станція Яремівка. До села примикає великий лісовий масив (сосна). Неподалік від села розташований Синичинський заказник.

## Назва
За версією місцевих жителів, назву селу (місцевості) дала якась високопоставлена особа, яка, випивши води з місцевого колодязя відзначила «Студена!». Вода в колодязях дійсно відрізняється чудовим смаком, прохолодою і винятковою м'якістю, абсолютно нетиповою для цього регіону.

## Історія
1706 — дата заснування.
1711 — в селі було побудовано храм Введення Пресвятої Богородиці.
19 липня 2020 року, в результаті адміністративно-територіальної реформи та ліквідації Ізюмського району (1923—2020), село увійшло до складу новоутвореного Ізюмського району.
З середини квітня 2022 року у ході боїв за Ізюм село перейшло під контроль Збройних сил РФ.
16 вересня 2022 року під час контрнаступу Збройних сил України у Харківській області Студенок повернувся під контроль України.
2 вересня 2024 р. село потрапило в зону масштабної лісової пожежі, яка розповсюдилась з території Донецької області та охопила у Харківській області площу 1520 га. В селі вогнем знищені 230 споруд, серед них — понад 130 осель, у яких проживали 250 людей.

## Населення
Згідно з переписом УРСР 1989 року чисельність наявного населення села становила 1669 осіб, з яких 792 чоловіки та 877 жінок.
За переписом населення України 2001 року в селі мешкало 1435 осіб.

### Мова
Розподіл населення за рідною мовою за даними перепису 2001 року:
| Мова       | Відсоток |
| ---------- | -------- |
| українська | 92,99 %  |
| російська  | 6,94 %   |

## Економіка
- Молочно-товарна і свино-товарна ферми.
- Лісництво.

## Об'єкти соціальної сфери
- Дитячий садок.
- Школа.
- Будинок культури.
- Лікарня і ФАП.
- Магазин.
- Кафе-їдальня.
- Міні-пансіонат.

## Пам'ятки
- Церква Введення в храм Пресвятої Богородиці — побудований у 1711 році. У сучасному храмі збережено старовинний іконостас.[3]
- Заповідне урочище «Яремівське» регіонального ландшафтного парку «Святі гори».
- Святе джерело — артезіанське джерело води з pH = 5.5 з постійною температурою ~ 18 градусів. Обладнане громадою села. Освячене в 2007 році настоятелем Святогірського Свято-Успенського монастиря.
- Хвойний і змішаний ліс по березі річки Сіверський Донець — улюблене місце відпочинку «неорганізованих» туристів, проведення зустрічей і зльотів.
- Козина ферма Яна Гатицького